# Martín del Río
Martín del Río (en aragonès: Martin o Martín, entre altres opcions similars) és un municipi d'Aragó, situat a la província de Terol i enquadrat a la comarca de les Conques Mineres. Es troba prop de la confluència dels rius Vivel i Martín.

No s'ha de confondre amb San Martín del Río, un altre municipi de la mateixa província.